# Bocholter Brouwerijmuseum
Het Bocholter Brouwerijmuseum is een brouwerijmuseum in Bocholt aan Dorpsstraat 53.
Het museum is een initiatief van de plaatselijke Brouwerij Martens. Het in 1979 gestichte museum is het grootste van zijn soort in Europa en heeft een oppervlakte van 4000 m2.
Aangezien de brouwerij bestaat sinds 1758, heeft men tal van voorwerpen verzameld die de ontwikkeling van het bierbrouwen illustreren. Ook de gebouwen waarin de voorwerpen staan uitgestald hebben een historisch karakter.